# Alexander Dymowskich

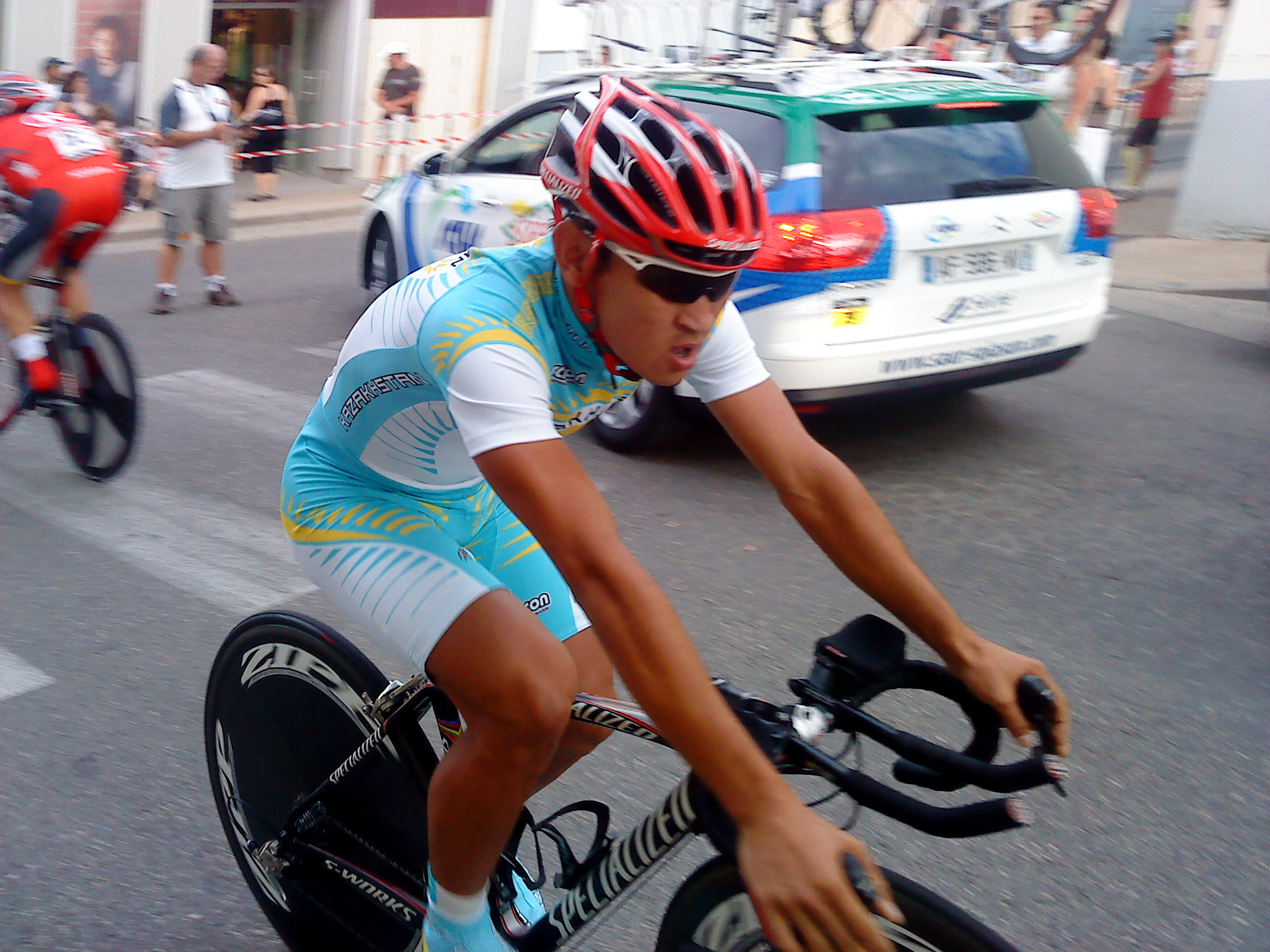
Alexander Dymowskich bei der Tour de l’Ain 2010.

Alexander Dymowskich (russisch Александр Дымовских; * 5. August 1983) ist ein kasachischer Radrennfahrer.
Alexander Dymowskich begann seine Karriere 2004 bei dem kasachischen Continental Team Capec. Bei den Asienspielen 2006 in Doha gewann er mit seinen Landsmännern Andrei Misurow, Ilja Tschernyschow und Dmitri Grusdew, die allesamt bei derselben Mannschaft unter Vertrag stehen, die Goldmedaille im Mannschaftszeitfahren vor dem Iran und den Japanern. 2009 gewann er die  Gesamtwertung und eine Etappe der Tour du Maroc.

## Erfolge
2006
- Asienspiele – Mannschaftszeitfahren

2009
- Gesamtwertung und eine Etappe Tour du Maroc

## Teams
- 2004 Capec
- 2005 Capec
- 2006 Capec